# 乔孔塔战役
乔孔塔战役（西班牙語：Batalla de Chocontá）发生于前哥伦布时期哥伦比亚中部，是北部与南部穆伊斯卡人长期冲突中的关键战役。约1490年，战役在乔孔塔周边打响。南部穆伊斯卡人出动五万格查战士，由西帕萨瓜曼其卡统帅，进攻北部六万大军，后者由萨克米楚阿指挥，并获瓜塔维塔卡西克支援。此战十分激烈，最终西帕军队获胜，双方统帅萨瓜曼其卡与米楚阿均阵亡。

## 背景

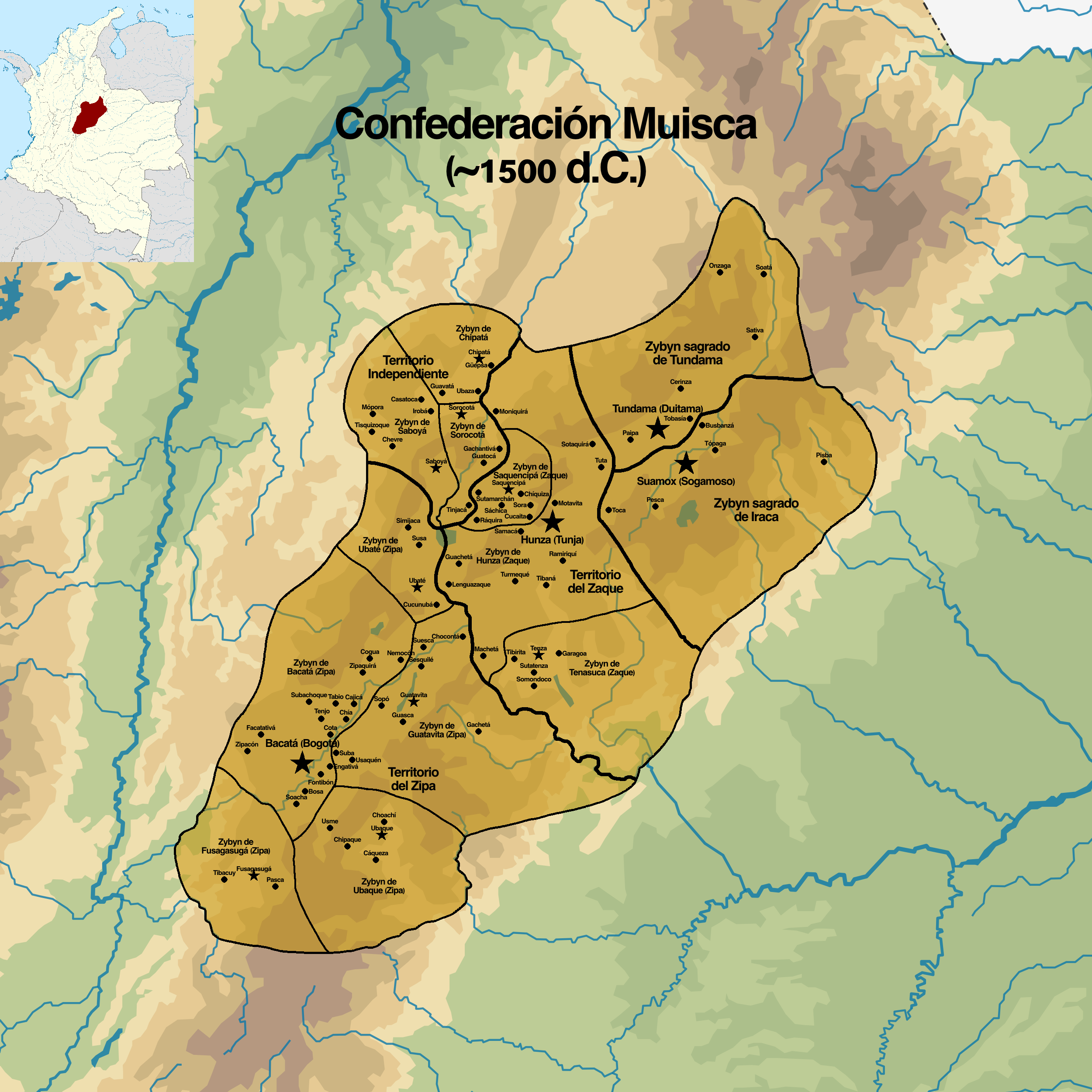
穆伊斯卡领土地图，乔孔塔位于西帕领地的边界

在1537年西班牙征服者抵达哥伦比亚中部高地前的数十年间，穆伊斯卡地区主要由两大政治实体统治：北部的萨卡兹戈（Zacazgo）和南部的西帕兹戈（Zipazgo）。双方虽结为联盟，却为争夺领土及资源（尤以黄金、铜和祖母绿为主）而频繁交战。
北部穆伊斯卡人聚居在现今的博亚卡省，南部穆伊斯卡人则生活在今天的昆迪纳马卡省。萨克定都于罕萨（Hunza，今通哈），西帕统治中心在巴卡塔（Bacatá，今哥伦比亚首都波哥大）。
萨瓜曼其卡于1470年登基成为西帕兹戈统治者。不久后，他在帕斯卡战役中击败并征服了苏塔加奥人，迫使其纳贡。

## 战斗

### 前奏
西帕兹戈的和平仅维持四年。1474年，瓜塔维塔酋长齐宾蒂巴（Zibyntyba）起兵反叛西帕萨瓜曼其卡，屡攻未果后向萨克米楚阿求援。因萨克理论上仍为穆伊斯卡联盟最高权威，米楚阿命萨瓜曼其卡赴萨卡兹戈首都罕萨解释其行。萨瓜曼其卡侮辱使者并拒绝服从。米楚阿遂率四万格查战士进逼边境，萨瓜曼其卡则借索波乌塔提巴（Utatiba，地方统治者）援军反制。不料米楚阿未战而突然撤军，反遭讥讽。西帕趁机惩处了与萨克结盟的乌瓦克氏族（zybyn）。
此后十六年间，萨瓜曼其卡集中精力抗击潘切人，这些穆伊斯卡人的宿敌不断侵袭边境的乌塔（uta，定居点），如锡帕孔和特纳。他还击败了瓜塔维塔的齐宾蒂巴，后者最初曾夺取了奇亚和卡希卡两个乌塔。

### 决战
十六年的紧张和平之后，萨瓜曼其卡于1490年重拾旧志，再次向萨克开战。他前往索波，在那里集结了一支五万人的格查战士大军。此战瓜塔维塔并未介入。与此同时，萨克米楚阿获悉萨瓜曼其卡正率军来袭，便也召集了六万名格查战士前去迎战。
两军最终在乔孔塔原野相遇，稍早抵达的萨克军队得以休整补给。在萨瓜曼其卡指挥下集结的南部格查战士与米楚阿部队展开激战，持续三小时的战斗异常惨烈。最终西帕兹戈军队获胜，双方统帅萨瓜曼其卡与米楚阿均阵亡，前者在临终前见证了己方胜利。

## 后续
此战后，克穆恩查托查继任为罕萨的新萨克，内梅克内则成为巴卡塔的西帕。该战役是主教兼编年史家费尔南德斯·德·彼德拉伊塔最早记录的穆伊斯卡战争之一。

### 引用
1. 1 2 3  . Pueblos Originarios.   [2025-07-29]. （原始内容存档于2025-07-29） （西班牙语）.
2. 1 2 3  . Banco de la República.   [2025-07-29]. （原始内容存档于2025-07-29） （西班牙语）.
3. ↑  . Pueblos Originarios.   [2025-07-29]. （原始内容存档于2025-07-29） （西班牙语）.
4. ↑  Fernández de Piedrahita 1688，第31頁.
5. ↑  Acosta 1848，第190頁.
6. ↑  Fernández de Piedrahita 1688，第32頁.
7. ↑  Plaza 1850，第6頁.
8. ↑  Herrera Angel 1993.
9. ↑  Constenla Umaña, Adolfo. . Editorial de la Universidad de Costa Rica. 1996  [2025-07-29] （西班牙语）.

### 文献
- Fernández de Piedrahita, Lucas, , 1688  [2016-07-08] （西班牙语）
- Acosta, Joaquín. . París: Imprenta de Beau. 1848: 190.
- Plaza, José Antonio de. . Bogotá: Imp. del Neogranadino. 1850: 6.
- Herrera Angel, Martha. . Revista Credencial Historia (Bogotá). 1993, (44). ISSN 0121-3296.